# IIHF Continental Cup 2016-2017
La 20ª edizione della Continental Cup è stata organizzata, come di consueto, dalla Federazione internazionale di hockey su ghiaccio.

## Squadre partecipanti
| Squadra                      | Qualificazione                                               |
| Qualificate al terzo turno   | Qualificate al terzo turno                                   |
| ---------------------------- | ------------------------------------------------------------ |
| Odense Bulldogs              | Vincitori della Metal Cup 2015-2016                          |
| Beibarys Atyrau              | Vincitori del campionato kazako 2015-2016                    |
| Ritten Sport                 | Vincitori della Serie A 2015-2016                            |
| Shakhtyor Soligorsk          | Secondi classificati nella Extraliga 2015-2016               |
| Ducs d'Angers                | Secondi classificati nella Ligue Magnus 2015-2016            |
| HC Donbass                   | Vincitori della Profesional'na chokejna liha 2015-2016       |
| Qualificate al secondo turno |                                                              |
| HK Liepāja                   | Vincitori della Latvijas hokeja līga 2015-2016               |
| Acroni Jesenice              | Secondi classificati nella Slovenska hokejska liga 2015-2016 |
| DVTK Jegesmedvék             | Vincitori della OB I bajnokság 2015-2016                     |
| CH Jaca                      | Vincitori della Superliga 2015-2016                          |
| Nottingham Panthers          | Vincitori dei play-off della EIHL 2015-2016                  |
| GKS Tychy                    | Secondi classificati nell'Ekstraliga 2015-2016               |
| Dunărea Galați               | Vincitori della Liga Națională de hochei 2015-2016           |
| Qualificate al primo turno   |                                                              |
| Partizan Belgrado            | Vincitori della Hokejaška liga Srbije 2015-2016              |
| HC Bat Yam                   | Vincitori della Israeli Hockey League 2015-2016              |
| Irbis-Skate Sofia            | Vincitori del Campionato bulgaro 2015-2016                   |
| Zeytinburnu Belediyespor     | Vincitori della Turkish Ice Hockey Super League 2015-2016    |

## Primo turno

### Gruppo A
(Sofia, Bulgaria, 30 settembre, 1° e 2 ottobre 2016)
| Team #1                | Risultato            | Team #2                |
| ---------------------- | -------------------- | ---------------------- |
| Partizan Belgrado      | 5:4 (2:2; 0:1; 3:1)  | HC Bat Yam             |
| Zeytinburnu Belediyesi | 5:1 (1:0; 0:1; 4:0)  | Irbis-Skate Sofia      |
| Partizan Belgrado      | 3:8 (1:3; 2:0; 0:5)  | Zeytinburnu Belediyesi |
| Irbis-Skate Sofia      | 6:4 (2:0; 1:2; 3:2)  | HC Bat Yam             |
| HC Bat Yam             | 2:19 (0:5; 1:6; 1:8) | Zeytinburnu Belediyesi |
| Irbis-Skate Sofia      | 1:9 (0:2; 0:5; 1:2)  | Partizan Belgrado      |

#### Classifica
| Pos. | Team                      | Punti |
| 1    | Zeytinburnu Belediyesi BH | 9     |
| 2    | Partizan Belgrado         | 6     |
| 3    | Irbis-Skate Sofia         | 3     |
| 4    | HC Bat Yam                | 0     |

## Secondo turno

### Gruppo B
(Jaca, Spagna, 21, 22 e 23 ottobre 2016)
| Team #1                | Risultato            | Team #2                |
| ---------------------- | -------------------- | ---------------------- |
| HK Liepāja             | 8:1 (1:0; 4:1; 3:0)  | Zeytinburnu Belediyesi |
| CH Jaca                | 2:13 (2:6; 0:5; 0:2) | Nottingham Panthers    |
| Nottingham Panthers    | 12:1 (3:0; 5:0; 4:1) | Zeytinburnu Belediyesi |
| HK Liepāja             | 10:2 (2:1; 4:0; 4:1) | CH Jaca                |
| Nottingham Panthers    | 3:1 (2:1; 1:0; 0:0)  | HK Liepāja             |
| Zeytinburnu Belediyesi | 7:3 (1:1; 3:2; 3:0)  | CH Jaca                |

#### Classifica
| Pos. | Team                   | Punti |
| 1    | Nottingham Panthers    | 9     |
| 2    | HK Liepāja             | 6     |
| 3    | Zeytinburnu Belediyesi | 3     |
| 4    | CH Jaca                | 0     |

### Gruppo C
(Tychy, Polonia, 21, 22 e 23 ottobre 2016)
| Team #1          | Risultato                          | Team #2          |
| ---------------- | ---------------------------------- | ---------------- |
| DVTK Jegesmedvék | 4:1 (0:1; 2:0; 2:0)                | Acroni Jesenice  |
| Dunărea Galați   | 0:12 (0:3; 0:2; 0:7)               | GKS Tychy        |
| DVTK Jegesmedvék | 5:1 (1:0; 1:0; 3:1)                | Dunărea Galați   |
| GKS Tychy        | 1:2 d.t.s. (0:0; 1:0; 0:1; 0-1)    | Acroni Jesenice  |
| Acroni Jesenice  | 3:2 d.r. (1:1; 1:1; 0:0; 0:0; 1:0) | Dunărea Galați   |
| GKS Tychy        | 5:2 (2:1; 0:1; 3:0)                | DVTK Jegesmedvék |

#### Classifica
| Pos. | Team             | Punti |
| 1    | GKS Tychy        | 7     |
| 2    | DVTK Jegesmedvék | 6     |
| 3    | Acroni Jesenice  | 4     |
| 4    | Dunărea Galați   | 1     |

## Terzo turno

### Gruppo D
(Odense, Danimarca, 18, 19 e 20 novembre 2016)
| Team #1             | Risultato           | Team #2             |
| ------------------- | ------------------- | ------------------- |
| HC Donbass          | 2:3 (1:0; 1:2; 0:1) | Ducs d'Angers       |
| Odense Bulldogs     | 4:5 (1:2; 1:2; 2:1) | Nottingham Panthers |
| Ducs d'Angers       | 3:4 (2:1; 0:2; 1:1) | Nottingham Panthers |
| Odense Bulldogs     | 2:1 (1:1; 0:0; 1:0) | HC Donbass          |
| Nottingham Panthers | 1:3 (0:0; 0:1; 1:2) | HC Donbass          |
| Ducs d'Angers       | 2:3 (0:1; 2:1; 0:1) | Odense Bulldogs     |

#### Classifica
| Pos. | Team                | Punti |
| 1    | Nottingham Panthers | 6     |
| 2    | Odense Bulldogs     | 6     |
| 3    | Ducs d'Angers       | 3     |
| 4    | HC Donbass          | 3     |

### Gruppo E
(Renon, Italia, 18, 19 e 20 novembre 2016)
| Team #1                | Risultato           | Team #2                |
| ---------------------- | ------------------- | ---------------------- |
| Beibarys Atyrau        | 4:1 (1:1; 1:0; 2:0) | HC Shakhtyor Soligorsk |
| Renon                  | 4:3 (0:0; 1:0; 3:3) | GKS Tychy              |
| HC Shakhtyor Soligorsk | 2:0 (0:0; 1:0; 1:0) | GKS Tychy              |
| Renon                  | 3:2 (0:0; 1:1; 2:1) | Beibarys Atyrau        |
| Beibarys Atyrau        | 4:2 (1:0; 1:1; 2:1) | GKS Tychy              |
| HC Shakhtyor Soligorsk | 1:3 (0:1; 1:1; 0:1) | Renon                  |

#### Classifica
| Pos. | Team                   | Punti |
| 1    | Renon                  | 9     |
| 2    | Beibarys Atyrau        | 6     |
| 3    | HC Shakhtyor Soligorsk | 3     |
| 4    | GKS Tychy              | 0     |

## Super Final
(Renon, Italia, 13, 14 e 15 gennaio 2017)
| Team #1             | Risultato                          | Team #2         |
| ------------------- | ---------------------------------- | --------------- |
| Nottingham Panthers | 2:0 (0:0; 1:0; 1:0)                | Odense Bulldogs |
| Beibarys Atyrau     | 2:3 d.r. (1:2; 0:0; 1:0; 0:0; 0:1) | Renon           |
| Nottingham Panthers | 3:2 d.r. (1:1; 0:0; 1:1; 0:0; 1:0) | Beibarys Atyrau |
| Renon               | 1:4 (0:1; 0:1; 1:2)                | Odense Bulldogs |
| Odense Bulldogs     | 2:3 d.t.s. (1:0; 1:1; 0:1; 0:1)    | Beibarys Atyrau |
| Nottingham Panthers | 4:1 (1:0; 2:1; 1:0)                | Renon           |

### Classifica
| Pos. | Team                | Punti |
| 1    | Nottingham Panthers | 8     |
| 2    | Beibarys Atyrau     | 4     |
| 3    | Odense Bulldogs     | 4     |
| 4    | Renon               | 2     |